# Aaron Howman
Aaron Howman (ur. 30 października 1981) – australijski zapaśnik walczący w stylu wolnym. Srebrny medalista mistrzostw Oceanii w 2000 roku.